# Shilique Calhoun
Shilique Calhoun (Middletown Township, 20 marzo 1992) è un giocatore di football americano statunitense che milita nel ruolo di linebacker per i New England Patriots della National Football League (NFL).

## Biografia

### Oakland Raiders
Al college, Calhoun giocò a football con i Michigan State Spartans dal 2012 al 2015. Fu scelto nel corso del terzo giro (75º assoluto) nel Draft NFL 2016 dagli Oakland Raiders. Debuttò come professionista subentrando nella gara del primo turno contro i New Orleans Saints. Nella sua stagione da rookie disputò 10 partite, nessuna delle quali come titolare, mettendo a segno 10 tackle e 0,5 sack.

### New England Patriots
Il 2 maggio 2019 Calhoun firmò con i New England Patriots.